# Stadion im. Mieczysława Słabego w Przemyślu
Stadion im. Mieczysława Słabego – stadion piłkarski w Przemyślu, w Polsce. Został otwarty w 1932 roku. Może pomieścić 2500 widzów. Na obiekcie swoje spotkania rozgrywają piłkarze klubu Czuwaj Przemyśl.
Teren pod budowę stadionu został wydzierżawiony klubowi Czuwaj Przemyśl przez miasto za symboliczną złotówkę pod koniec 1930 roku. Dawniej znajdował się tam plac ćwiczeń 10 Pułku Saperów. 28 czerwca 1931 roku poświęcono kamień węgielny, a otwarcie miało miejsce w połowie marca 1932 roku. W sezonie 1950 oraz 1997/1998 stadion gościł występy gospodarzy w II lidze. 18 maja 1991 roku stadionowi nadano imię Mieczysława Słabego. W latach 2008 i 2010–2012 przeprowadzono gruntowną modernizację areny. Charakterystycznym elementem stadionu jest znajdujący się przy nim budynek klubowy wybudowany w stylu zakopiańskim.